# Vysílač Černá hora
Vysílač Černá hora se nachází ve výšce 1299 m n. m. na Černé hoře v Krkonoších. Celková výška věže od země i s anténami činí 78,3 m. Spodní mnohostěnný jehlan je vysoký 35,7 m. Zabezpečuje vysílání televizních a rozhlasových programů v Královéhradeckém kraji a okolí.
Před vysílačem se nachází realistická socha matky s dítětem, kterou odlil Vladimír Sochor podle návrhu Jana Hány.

## Historie
Stavební práce byly provedeny polskou firmou Budimex v letech 1974 až 1977. Původní elektronické zařízení dodala Unitra Warszawa. Celá stavba byla dokončena v roce 1978.
Televizní vysílání ČST1 a ČST2 začalo z trutnovského vysílače 28. prosince 1977 na kanálech 11 a 23. Později se na kanálu 40 přidalo vysílání Ústředního programu Sovětské televize (ÚPST), po roce 1989 kanál převzala OK3 a poté ČT3.
Ke konci osmdesátých let 20. století začala vysílat na kmitočtu 101,9 MHz, tedy již v rozsahu VKV II (CCIR), rozhlasová stanice Interprogram a EM (Elán a Mikrofórum). Později frekvenci převzal Český rozhlas 3 – Vltava a od 2. listopadu 2015 stanice ČRo Plus.
Analogové vysílání ČT2 na kanálu 40 bylo ukončeno 31. srpna 2009, na uvolněné frekvenci začalo digitální vysílání veřejnoprávního multiplexu 1. O rok později, 31. srpna 2010, byl spuštěn zbývající druhý a třetí multiplex. Multiplex 3 vysílal v jednofrekvenční síti (SFN) s vysílačem Ještěd na kanálu 60. Úplné ukončení analogového vysílání z Černé hory proběhlo 30. června 2011 vypnutím programů ČT1 a TV Nova na kanálech 23 a 11.
Do 24. června 2013 vysílal Multiplex 2 na kanálu 61, poté byl kvůli přerozdělení kmitočtového pásma 790 – 862 MHz pro LTE přeladěn na kanál 38. Od srpna 2012 do listopadu 2015 vysílala z multiplexu 3 tohoto vysílače východočeská televize V1. Stanice využívala i vysílače Krásné, Ještěd a Kamenná Horka.
17. října 2017 došlo ke spuštění DVB-T2 přechodové sítě 12. Přechodová síť 11 započala vysílání z trutnovského vysílače 4. května 2018, podle původního plánu měla být spuštěna až 10. května 2018.
Dne 28. prosince 2018 byl spuštěn vysílač digitálního rozhlasu DAB+ s multiplexem ČRo DAB+, ve kterém vysílají programy Českého rozhlasu.
Vysílání prvního multiplexu DVB-T na kanálu 40, ve kterém vysílaly stanice ČT, bylo ukončeno 7. ledna 2020. Nahradil ho DVB-T2 multiplex 21 vysílající na kanálu 26, tedy beze změny vysílacích parametrů oproti přechodové síti 11.
Multiplex 2 DVB-T (K38) ukončil vysílání 12. února 2020, byl nahrazen multiplexem 22 DVB-T2 (K28).
Vypnutí posledního DVB-T multiplexu 3 proběhlo až půl roku poté, a to 25. srpna 2020. Důvodem bylo pozastavení přechodu na DVB-T2 v souvislosti s pandemií covidu-19. Na místo multiplexu 3 (K60) začal vysílat DVB-T2 multiplex 23 na kanálu 31. Tím byl přechod na DVB-T2 z vysílače Černá hora dokončen.
Všechny DVB-T2 multiplexy vysílají v jednofrekvenčních sítích (SFN) s dalšími vysílači. V největší jednofrekvenční síti vysílá multiplex 21, který využívá kanál 26 na téměř všech hlavních vysílačích.

## Vysílané stanice

### Televize
Přehled televizních multiplexů vysílaných z Černé hory:
|        | Multiplex    | Kanál | Kmitočet | Výkon (ERP) | Polarizace   | Spuštěno                  |
| ------ | ------------ | ----- | -------- | ----------- | ------------ | ------------------------- |
| DVB-T2 | Multiplex 21 | 26    | 514 MHz  | 100 kW      | horizontální | květen 2018 / leden 2020* |
| DVB-T2 | Multiplex 22 | 28    | 530 MHz  | 100 kW      | horizontální | říjen 2017 / únor 2020*   |
| DVB-T2 | Multiplex 23 | 31    | 554 MHz  | 100 kW      | horizontální | srpen 2020                |

*Multiplexy vysílaly až do vypnutí DVB-T multiplexu 1, resp. 2, jako přechodová síť 11, resp. 12, poté přešly formálně na multiplex 21 a 22, avšak beze změny vysílacích parametrů.

### Rozhlas
Přehled rozhlasových stanic vysílaných z Černé hory:
|    | Stanice             | Kmitočet  | Výkon (ERP) | Polarizace   |
| -- | ------------------- | --------- | ----------- | ------------ |
| FM | ČRo Radiožurnál     | 88,5 MHz  | 10,71 kW    | horizontální |
| FM | ČRo Hradec Králové  | 90,5 MHz  | 19,95 kW    | horizontální |
| FM | Rádio Impuls        | 92,1 MHz  | 10,96 kW    | horizontální |
| FM | Frekvence 1         | 98,4 MHz  | 10 kW       | horizontální |
| FM | ČRo Plus            | 101,9 MHz | 10 kW       | horizontální |
| FM | Hitrádio Černá Hora | 105,3 MHz | 3,19 kW     | horizontální |

Z Černé hory se vysílá i digitální rozhlas DAB+:
|      | Multiplex    | region | Kanál | Kmitočet    | Výkon (ERP) | Polarizace | Spuštěno      |
| ---- | ------------ | ------ | ----- | ----------- | ----------- | ---------- | ------------- |
| DAB+ | ČRo DAB+     | Čechy  | 12C   | 227,360 MHz | 10 kW       | vertikální | prosinec 2018 |
| DAB+ | ČRa DAB+ CZ  | -      | 11D   | 222,064 MHz | 10 kW       | vertikální | březen 2025   |
| DAB+ | PLAY.CZ DAB+ | -      | 10B   | 211,648 MHz | 10 kW       | vertikální | březen 2025   |

Kromě televizních a rozhlasových vysílačů jsou zde umístěny i základnové stanice (BTS) mobilního operátora Vodafone.

## Vysílání z jiných míst na Černé hoře
Vysílání televize a digitálního rozhlasu je šířeno také z dalších míst na Černé hoře:

### Rozhledna Panorama
|        | Multiplex    | Kanál | Kmitočet | Výkon (ERP) | Polarizace   |
| ------ | ------------ | ----- | -------- | ----------- | ------------ |
| DVB-T2 | Multiplex 24 | 45    | 666 MHz  | 20 kW       | horizontální |

Do 7. února 2020 vysílala regionální síť 7 z rozhledny Panorama na kanálu 21, poté přešla na kanál 50 a 31. října 2020 ukončila své vysílání. Vysílání multiplexu 24 bylo spuštěno 23. června 2020.

### Horský hotel Desítka
|      | Multiplex  | region | Kanál | Kmitočet    | Výkon (ERP) | Polarizace |
| ---- | ---------- | ------ | ----- | ----------- | ----------- | ---------- |
| DAB+ | Teleko DAB | DAB2   | 7C    | 192,352 MHz | 7 kW        | vertikální |
| DAB+ | RTI cz     | HK+PAR | 9B    | 204,640 MHz | 7 kW        | vertikální |

Prostřednictvím DAB+ multiplexu Teleko vysílá mimo jiné Český rozhlas Hradec Králové.

### Horní stanice kabinové lanovky
|      | Multiplex | Kanál | Kmitočet    | Výkon (ERP)                | Polarizace |
| ---- | --------- | ----- | ----------- | -------------------------- | ---------- |
| DAB+ | Fiera     | 7D    | 194,064 MHz | <1 kW (dočasně, pak 10 kW) | vertikální |

## Ukončené vysílání

### Analogová televize
Přechod z analogového vysílání na digitální probíhal od 31. srpna 2009 do 30. června 2011.
| Vypnuto     | Stanice | Kanál | Kmitočet   | Výkon (ERP) | Polarizace   |
| ----------- | ------- | ----- | ---------- | ----------- | ------------ |
| srpen 2009  | ČT2     | 40    | 623,25 MHz | 44,8 kW     | horizontální |
| červen 2011 | ČT1     | 23    | 487,25 MHz | 390 kW      | horizontální |
| červen 2011 | TV Nova | 11    | 215,25 MHz | 0,8 kW      | vertikální   |

### Digitální televize DVB-T
Vypínání původních DVB-T multiplexů probíhalo od 7. ledna do 25. srpna 2020, postupně bylo nahrazeno DVB-T2 multiplexy.
| Vypnuto    |       | Multiplex   | Kanál | Kmitočet | Výkon (ERP) | Polarizace   | Spuštěno   |
| ---------- | ----- | ----------- | ----- | -------- | ----------- | ------------ | ---------- |
| leden 2020 | DVB-T | Multiplex 1 | 40    | 626 MHz  | 100 kW      | horizontální | srpen 2009 |
| únor 2020  | DVB-T | Multiplex 2 | 38    | 610 MHz  | 100 kW      | horizontální | srpen 2010 |
| srpen 2020 | DVB-T | Multiplex 3 | 60    | 786 MHz  | 100 kW      | horizontální | srpen 2010 |

## Fotogalerie

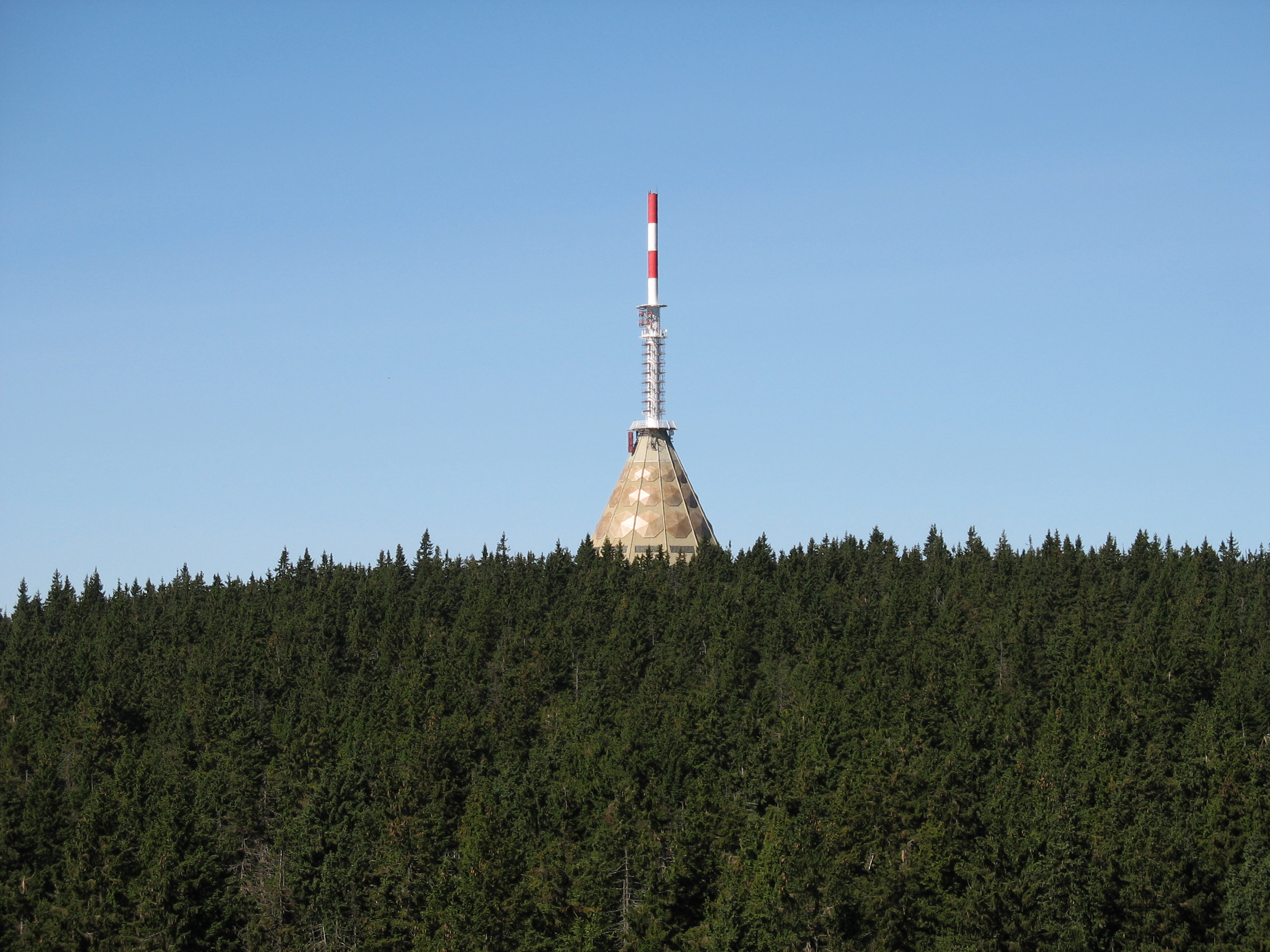
Pohled na vysílač z dálky
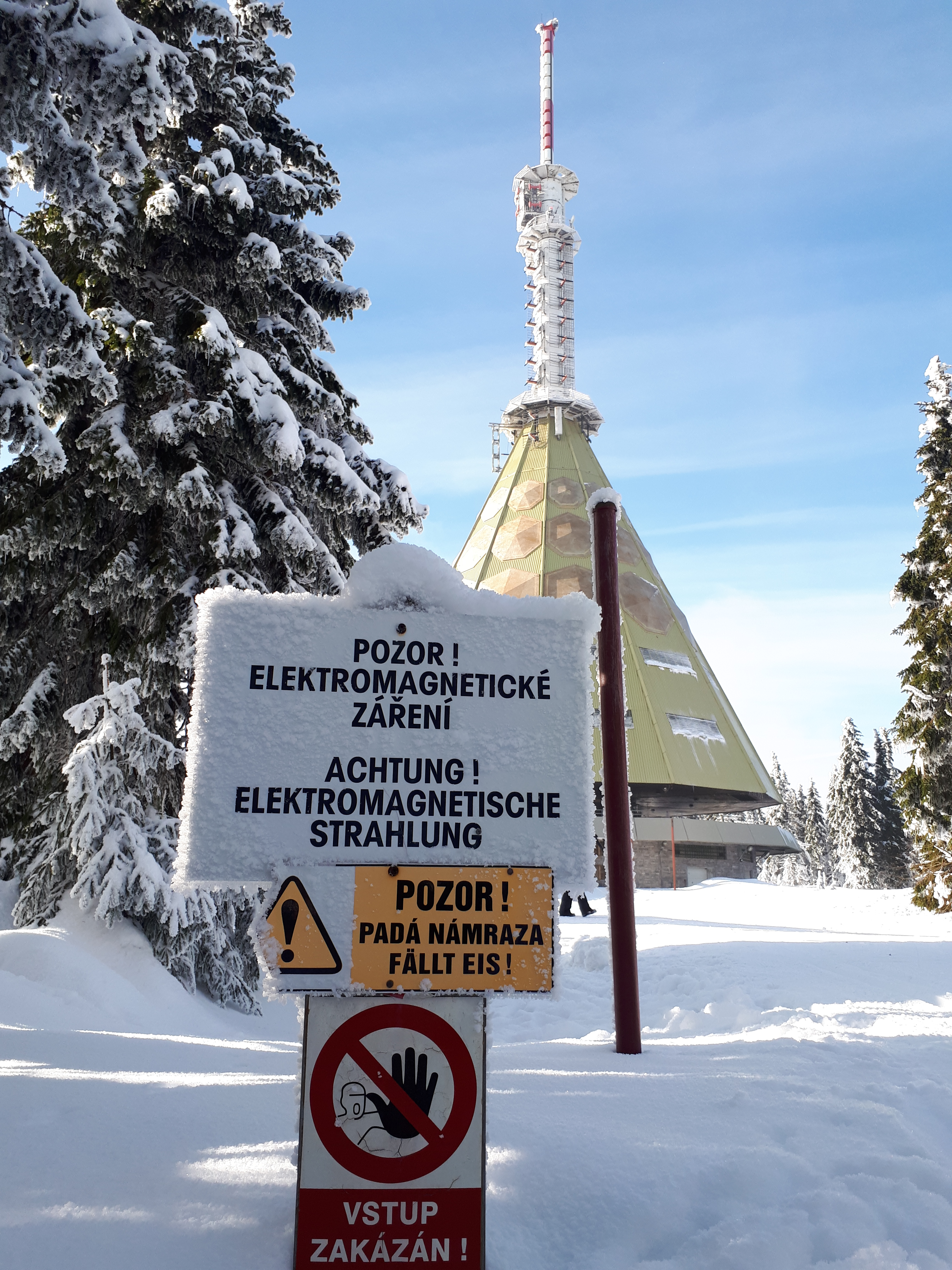
Vysílač Černá hora v únoru 2018
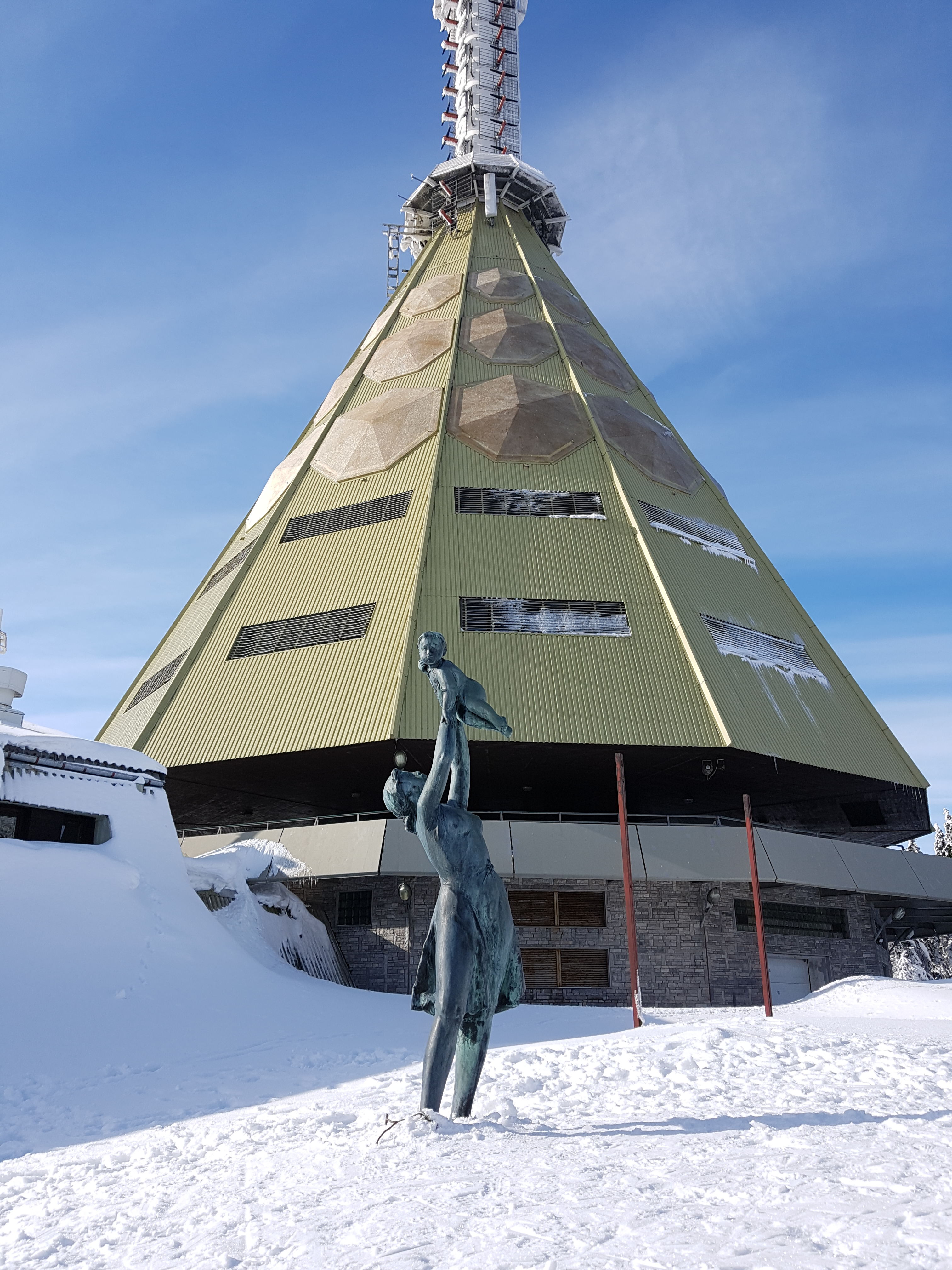
Vysílač se sochou
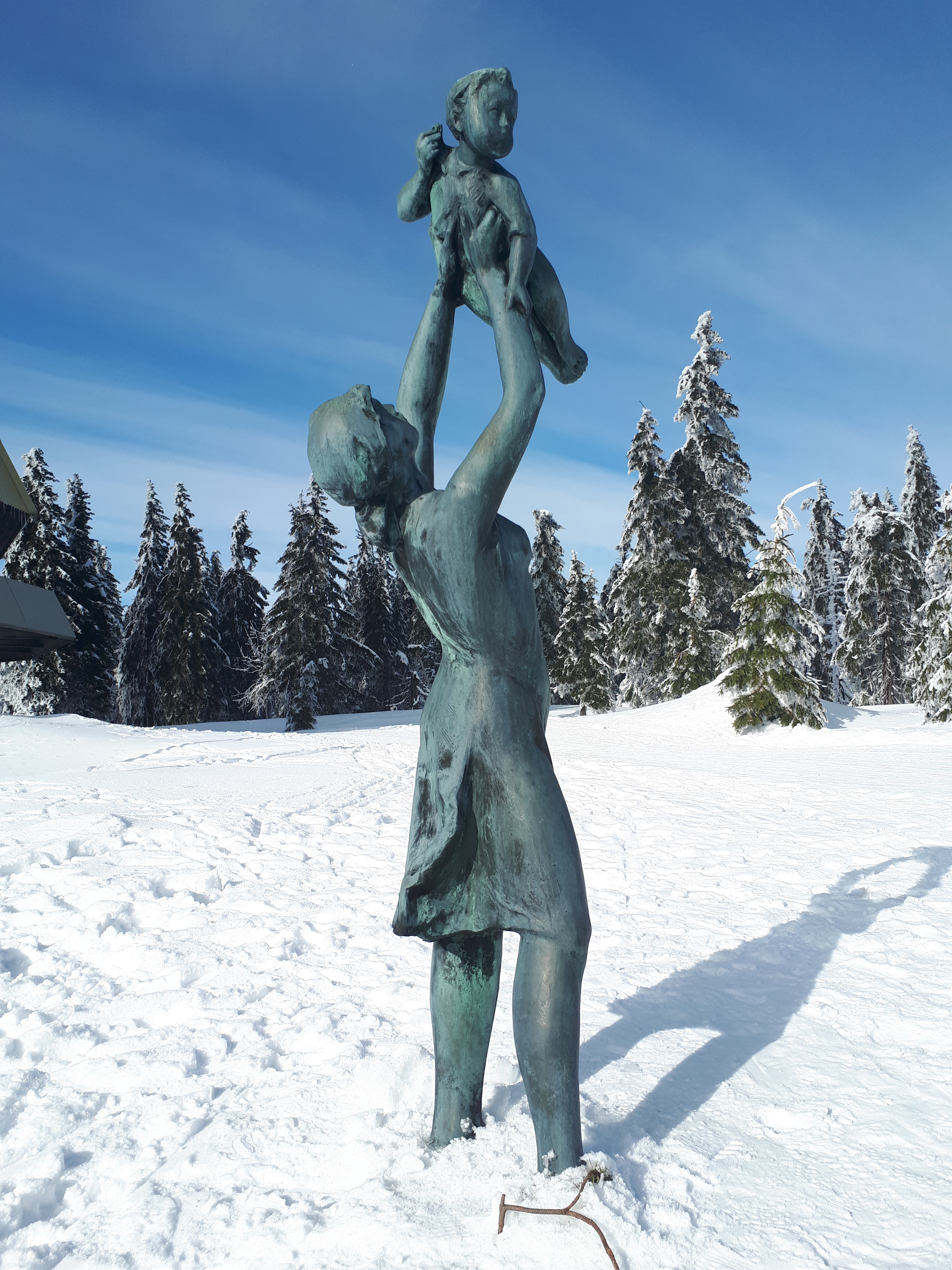
Socha matky s dítětem
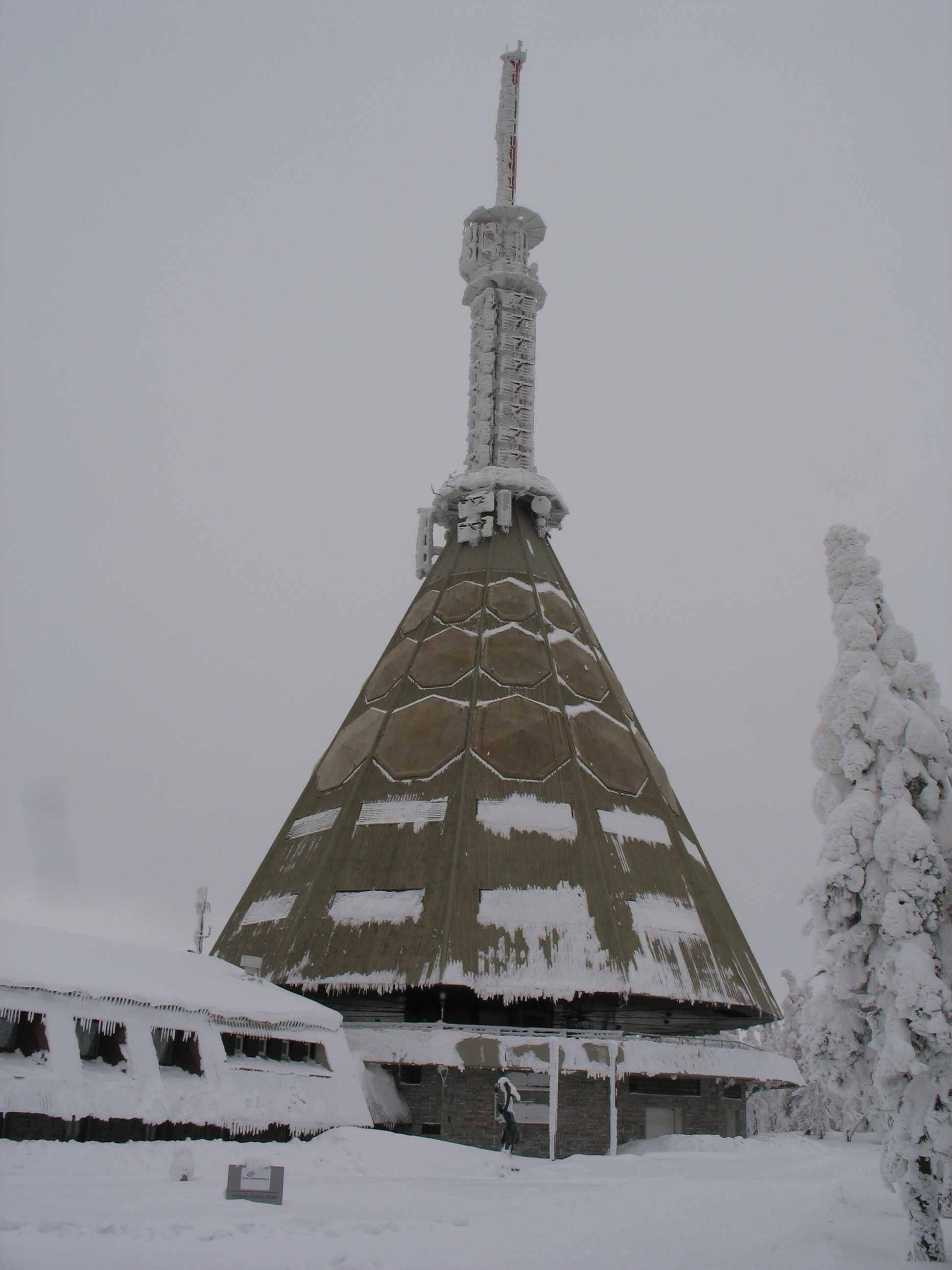
Vysílač v zimě
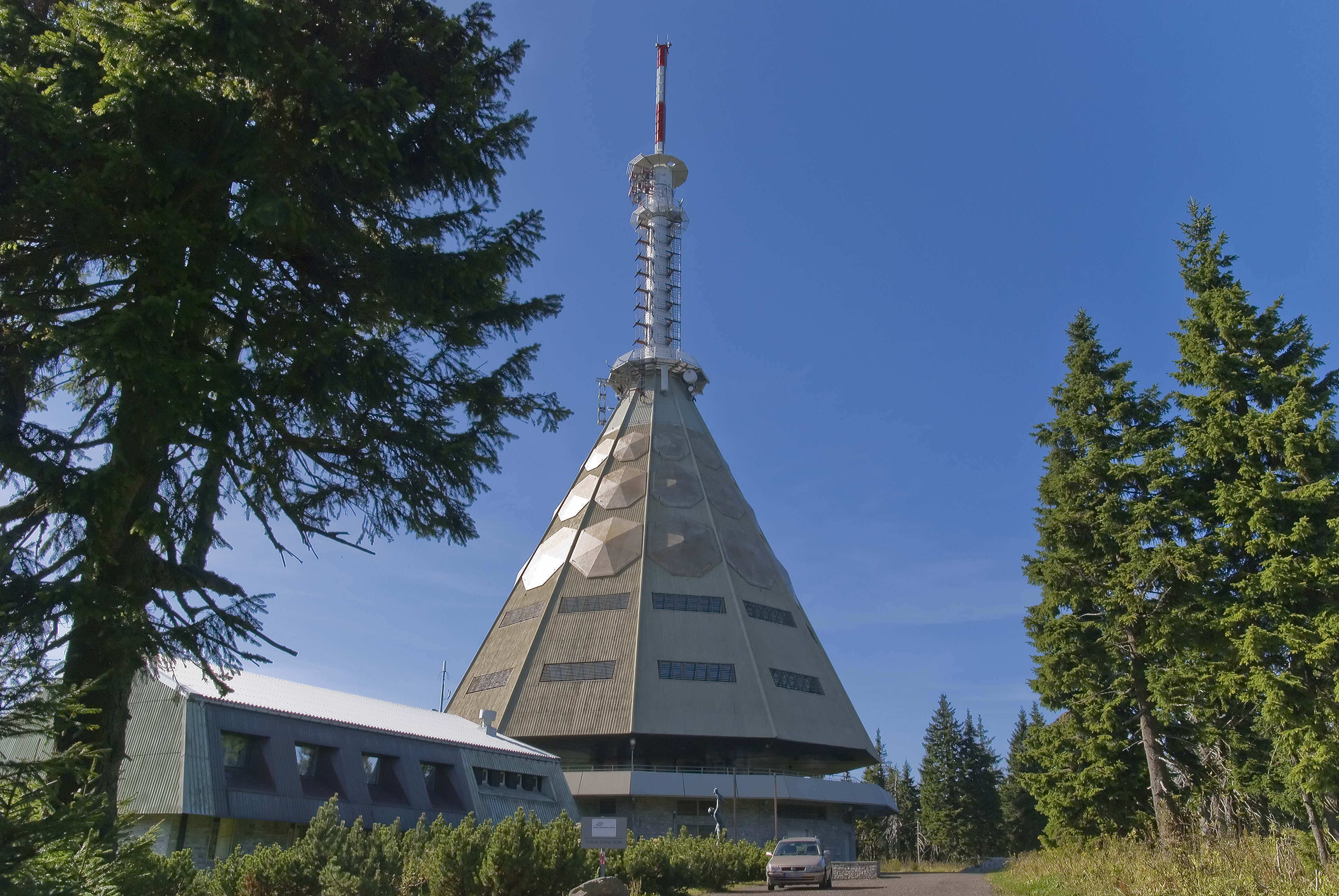
Vysílač v létě
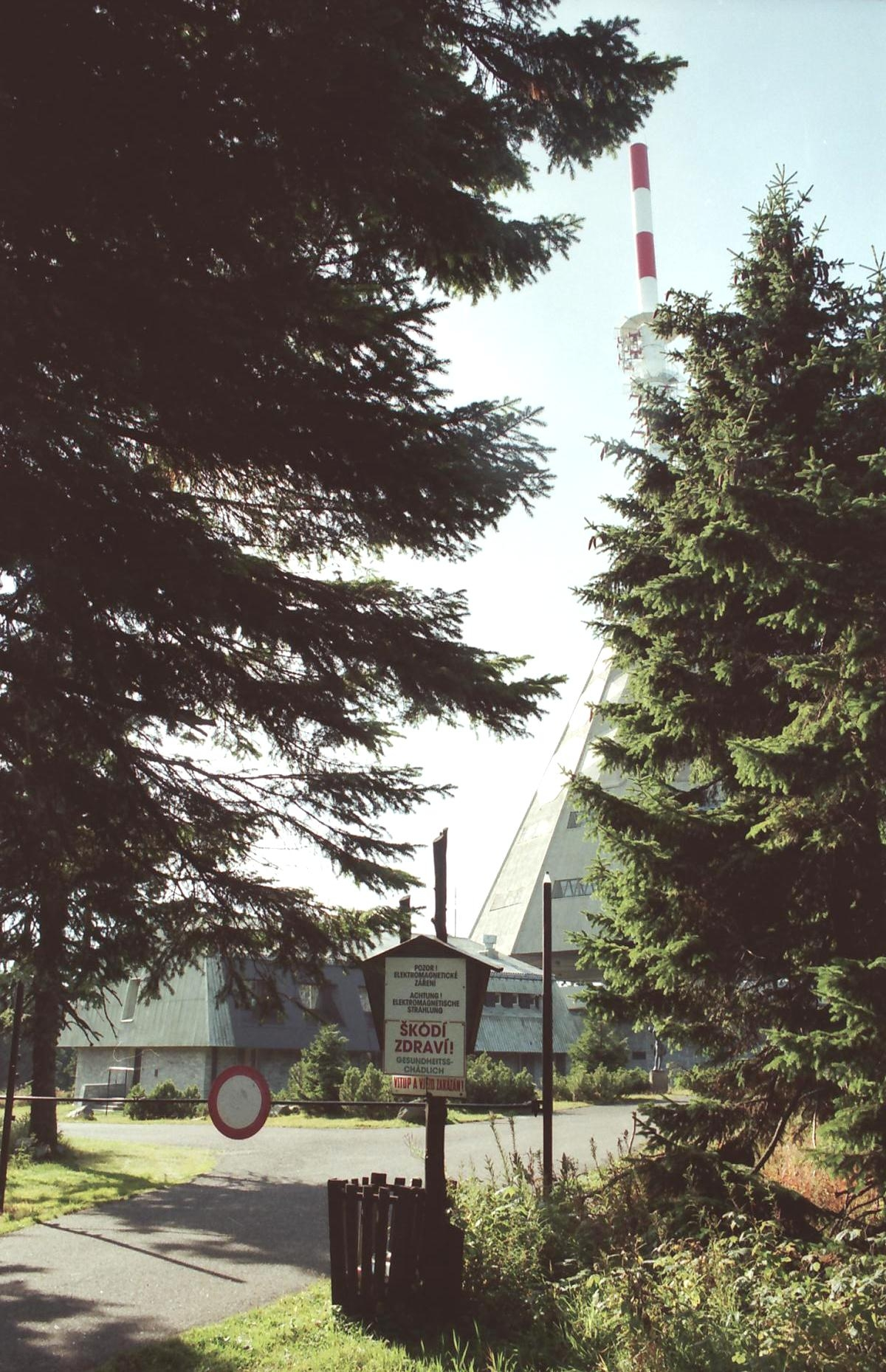
Vjezd k vysílači – rok 2003

## Nejbližší vysílače
Nejbližší významné vysílače a vzdálenost k nim:
| Růžice kompasu | Jelenia Góra - Śnieżne Kotły (PL) 20,2 km |                | Wałbrzych - Góra Chełmiec (PL) 35 km | Růžice kompasu |
| Růžice kompasu | Ještěd 53 km                              | Sever          |                                      | Růžice kompasu |
| Růžice kompasu | Ještěd 53 km                              | Západ · Východ |                                      | Růžice kompasu |
| Růžice kompasu | Ještěd 53 km                              | Jih            |                                      | Růžice kompasu |
| Růžice kompasu | Žižkov 111,6 km                           | Krásné 91,5 km | Praděd 122 km                        | Růžice kompasu |